# Ząbrowo (Pomerania)
Ząbrowo (en alemán, Sommerau) es un pueblo polaco situado en la comuna (gmina) Stare Pole del distrito (powiat) Malbork perteneciente al Voivodato de Pomerania y que se encuentra al norte de Polonia. 423 habitantes.
- Datos: Q74529
- Multimedia: Ząbrowo, Pomeranian Voivodeship / Q74529